# 감정 (법률)
감정(鑑定)이란 특별한 학식과 경험을 가진 자에게 그 전문적 지식 또는 그 지식을 이용한 판단을 소송상 보고시켜, 법관의 판단능력을 보충하기 위한 증거조사를 말한다. 유의어로 감식(鑑識)이라고도 한다.